# Giovanni Falcone – Im Netz der Mafia
Giovanni Falcone – Im Netz der Mafia (Originaltitel: Giovanni Falcone) ist ein auf wahren Begebenheiten beruhender Kriminalfilm aus dem Jahr 1993 über den Untersuchungsrichter Giovanni Falcone während seines Kampfes gegen die sizilianische Cosa Nostra.

## Handlung
Der Film erzählt die wahre Geschichte über den unbestechlichen und beharrlichen Untersuchungsrichter Giovanni Falcone und die letzten Jahre seiner Arbeit im Kampf gegen die sizilianische Mafia, bevor er und andere seiner Kollegen in diesem Kampf gewaltsam ihr Leben ließen.

## Hintergrund
Am 28. Oktober 1993 wurde der von Clemi Cinematografica produzierte Film in Italien veröffentlicht.